# Zale gradata
Zale gradata là một loài bướm đêm trong họ Erebidae.